# 晁錯
晁 錯（ちょう そ、？ - 紀元前154年）は、前漢の政治家。潁川郡の人。諸侯王の勢力を削る政策を進めたが、反発を受けて呉楚七国の乱を招き、自身は反乱鎮圧のためと称して殺された。本来の表記は鼂錯だが、晁錯と略字で表記されることが多い。以下晁錯で統一する。

## 生涯

### 文帝期
若い頃に張恢から刑名学（法家）を学んだ。
文帝の治世にその命により、秦の時代の焚書坑儒により廃れてしまった尚書（『書経』）を、当時90余歳の伏生のもとに派遣されて学んだ。そこから文帝より信任を得て政治に参加し始め、匈奴対策などを立案していた。また同じく太子の劉啓（後の景帝）の教育係にもなった。
この時期の晁錯の政策として有名なものが、納粟受爵制度である。当時は商業が活発となって貧富の差が激しくなり、農民の没落が目立つようになっていた。その原因の一つが、納税が全て銭納であったことで、これにより納税期になると農民が一斉に農作物を銭に替えるため、非常な買い手市場となり、商人によって安く買い叩かれがちだったことがある。晁錯はこの問題の解決策として、穀物をある一定以上の量を納めた者に爵位を与えるという制度を提案した。この納粟受爵制度により、商人が爵位を求めて穀物の買い付けに走り、農民たちの売り手市場となって農民の手元に多くの金銭が入るようになった。

### 景帝期
景帝が即位すると、更に深く信任されて内史（首都長官）となった。
景帝の晁錯への信頼は非常に厚く、景帝は最高職であるはずの丞相の申屠嘉の話を聞かず、遥かに低い役職である内史の晁錯が何か奏上するときは申屠嘉たちは全て下がり、晁錯と景帝が2人きりで話すほどであった。
これに腹を立てた申屠嘉は、どうにかして晁錯を排除しようと考え、その口実を探しだした。そして目をつけたのが、晁錯が役所の建物の南の壁に空けた穴であった。この壁は、高祖劉邦の父の劉太公の廟の垣になっていた。高祖の父の廟を壊す、これは不敬にあたると考え、これを景帝に上奏して晁錯を殺そうと考えた。しかし晁錯は、この申屠嘉の動きを察知して景帝にいち早く伝え、不敬に当たらないとのお墨付きを貰っていた。その後、申屠嘉が奏上したが、景帝はもう許してあるからとしてその言葉を退けた。讒言に失敗した申屠嘉は「先にあの小僧を誅殺してから奏上すればよかった」と悔やみ、まもなく憤死した。
政敵を排除した晁錯は、景帝の信頼はますます厚くなり、ついには御史大夫（副丞相）となった。しかし彼の性格は傲岸であり、申屠嘉以外にも外戚の竇嬰など多数の敵を作っていた。その中でも郎中から斉や呉の相を務めていた袁盎は、晁錯を嫌うことが激しく、袁盎がやってくると晁錯は席を立ち、晁錯がやってくると袁盎は席を立つと言われるほどであった。晁錯は御史大夫になると袁盎を弾劾し、袁盎は罪を得て平民に落とされた。

### 呉楚七国の乱
前漢は、全国を直轄領にする地方と、諸侯王を封じて治めさせる地方とに分けて治めていた（郡国制）。しかし文帝の元で漢全体の国力が増大すると、同時に諸侯国の国力も増大し、中央の統制を外れるようになってきた。文帝時代の賈誼はこのことを指摘して対策を求めていたが、無理をしないという文帝の方策により、取り上げられないままであった。景帝は準備が整ったと感じ、晁錯を使って諸侯王対策に乗り出した。
当時の諸侯王のうちで、最も強い勢力を持っていたのが、呉王劉濞であった。領内に塩と鉄の産地を抱える呉では、独自の貨幣鋳造も行われており、民衆に税をかける必要がないほどに豊かであった。また劉濞自身も、かつて劉邦に従って英布討伐で戦功を挙げた経験を持っており、皇族の長老として君臨していた。当時の皇族たちは年1回、首都である長安を訪問することが義務付けられていたが、劉濞の世子の劉賢が皇太子時代の景帝との口論の末に殺されたことから遺恨を持っており、この義務を怠るようになった。
この大勢力には晁錯もすぐには手をつけることが出来ず、まず二番手以下の大国である楚・趙などの領地を口実を設けては削り、その権力を徐々に奪っていった。こうなると諸侯王側も当然警戒し、反発の度合いを深めていく。そして、劉濞の元にも会稽・豫章の両郡を削ると通告した、この地方は塩の産地であって呉にとって欠くべからざる場所であった。これを契機として、劉濞は反乱を決行した。

### 不名誉の死
反乱軍は晁錯のことを「君側の奸」とし、これを倒して朝廷を清めるとの名目を立てていた。君側の奸とは、君主の側で君主を思うままに操り、悪政を行わせる奸臣という意味であり、この時に限らず、反乱軍が直接君主を非難したくない時に何度となく使われる論法であり、名目以上の意味はなかった。しかしこれを、袁盎に付け込まれることになった。
袁盎は景帝に直接面会し、反乱軍を抑える策があると言い、晁錯を含めた朝臣全てを下がらせてから奏上した。それまでは自分が行っていたことを自分にされた晁錯は、激しく悔しがった。袁盎のいう策とは、反乱軍が君側の奸と称している晁錯を殺せば、反乱軍の名目がなくなるというものである。景帝もそれほど事がうまくいくと思ったわけではないが、一つの方策ではあると考えてそれを許可した。
「刑不上大夫（刑は大夫に上らず）」（『礼記』）といい、当時は士大夫階級の者には刑罰は適用されないのが普通であった。もちろん無制限に悪事が認められていたわけではなく、もし刑に相当することを犯した場合には「役所へ出頭せよ」という命令が来て、それを受け取った者は自らを裁く、すなわち自殺しなければならないという暗黙の了解があった。士大夫には刑場で殺されるような不名誉なことは科せられないということである。しかし、晁錯が処刑されるときにはこれが適用されず、首都長安の中尉の嘉に騙されて市場に引き出され、腰斬により処刑された。その一族も皆殺しの刑に処された。
この処刑の数か月前に、晁錯の父親は削藩に執念している晁錯を諌めるために故郷から上京した。これに対応した息子の晁錯は、「削藩しなければ皇帝が尊敬を得られず、宗廟も不安となる（不如此、天子不尊、宗廟不安）」と答えた。父親はこれに対して、「このままだと劉家は安全になるとはいえ、晁家は滅ぶだろう。私はこの世から去るからお前の好きなようにせよ（劉氏安矣、而晁氏危矣、吾去公歸矣）」と言って、故郷に戻ってまもなく毒を飲んで自殺した（遂飲薬死）。結局は父親の指摘通りになったのであった。

## 評価
呉楚七国の乱は、晁錯の死でも収まらなかったが、周亜夫の活躍などにより3か月で鎮圧され、その後は晁錯が志向したように、諸侯王の権力は大幅に削られていった。
晁錯はその傲岸さから周囲との軋轢を生み、自らは死に至った。しかし抑商政策・諸侯王対策などの政策は、それ以降の漢でも踏襲された政策であり、その行動は全て景帝の承認したものであった。
一方で、宮廷の権力が絶対化されたことは、宦官や外戚が宮廷を掌握した際に、これを抑える勢力がいなくなったことを意味する。したがって、
- 皇帝や実権者の個性に大きく振り回される政治
- 外戚と宦官の専横
- 抑商政策による経済の衰退に起因する財政悪化
- 密告社会化による法への不信と、理不尽にも罪に落とされた者たちによる匪賊の形成

といった前漢の衰退原因は、晁錯により作られたという見方もできる。
なお、晁錯を死に至らしめた袁盎ものちに、梁王劉武（景帝の同母弟）が帝位を継ぐことを止めさせることを景帝に強く諫言してために、劉武の恨みを買って、刺客に暗殺された。『史記』では袁盎と晁錯を同じ巻に収めており、『漢書』でもそれを踏襲している。

## その他
「朝令暮改」という熟語は、晁錯が文帝に出した奏上文の「勤苦如此、尚復被水旱之災、急政暴賦、賦斂不時、朝令而暮改」（『漢書』巻24食貨志第4上、清の呉楚材・呉調侯『古文観止』に引用あり）に由来する。